# Vasco Regini
Vasco Regini (Cesena, Italia, 9 de septiembre de 1990) es un exfutbolista y entrenador italiano. Jugaba como defensa. Actualmente dirige al Sorrento Calcio 1945 de la Serie C de Italia.

## Trayectoria

### Comienzos
Regini se formó en las categorías inferiores del club principal de su ciudad natal, el Cesena. En 2007 fue incorporado al primer equipo, que en ese entonces militaba en la Serie B. Debutó el 1 de marzo de 2008, jugando los 90 minutos ante el Bolonia. En su primera temporada como profesional jugó siete partidos.
En enero de 2009 fue cedido con opción de compra a la Sampdoria de la Serie A. El debut de Regini en la máxima división italiana se produjo el 9 de mayo de 2009 contra la Reggina. En el verano siguiente la Sampdoria compró la mitad de su ficha y lo cedió a préstamo al Foggia de la tercera división italiana, bajo la guía del experto técnico Zdeněk Zeman. El entrenador checo lo utilizó en 31 partidos. Durante la temporada, Regini marcó el primer gol de su carrera el 10 de octubre de 2010 contra el Gela.

### Empoli y Sampdoria
El 5 de julio de 2011, el Empoli compró la mitad de la ficha de Regini que pertenecía al Cesena. El Empoli y la Sampdoria se acordaron para que el defensa jugara la temporada siguiente en el club toscana, donde disputó 32 partidos de Serie B (de los que 31 fueron como titular). Tras otra temporada en el Empoli, el 20 de junio de 2013 volvió a los blucerchiati de Génova prolongando su contrato hasta 2017.

### Napoli
El 1 de febrero de 2016, Regini fue cedido con opción de compra al Napoli, donde jugó un solo partido, en la última fecha de la liga, contra el Frosinone: ingresó al campo al minuto 76 en sustitución de Kalidou Koulibaly.

## Selección nacional
Ha sido internacional con las selecciones de Italia sub-20, B Italia y sub-21. Se coronó subcampeón de la Eurocopa Sub-21 de 2013 en Israel.

## Clubes

### Como futbolista
| Club                       | País   | Año       |
| -------------------------- | ------ | --------- |
| A. C. Cesena               | Italia | 2007-2009 |
| U. C. Sampdoria            | Italia | 2009-2010 |
| Foggia Calcio (cedido)     | Italia | 2010-2011 |
| Empoli F. C.               | Italia | 2011-2013 |
| U. C. Sampdoria            | Italia | 2013-2016 |
| S. S. C. Napoli (cedido)   | Italia | 2016      |
| U. C. Sampdoria            | Italia | 2016-2021 |
| SPAL 2013 (cedido)         | Italia | 2019      |
| Parma Calcio 1913 (cedido) | Italia | 2020      |
| Reggina 1914               | Italia | 2021-2022 |
| Rimini F. C.               | Italia | 2022-2023 |
| Sestri Levante             | Italia | 2023-2024 |

### Como entrenador
| Club                 | País   | Año       |
| -------------------- | ------ | --------- |
| Sorrento Calcio 1945 | Italia | 2024-Act. |